# Rhodostrophia calabra
Rhodostrophia calabra är en fjärilsart som beskrevs av Vincenzo Petagna 1787. Rhodostrophia calabra ingår i släktet Rhodostrophia och familjen mätare. Inga underarter finns listade.

## Bildgalleri

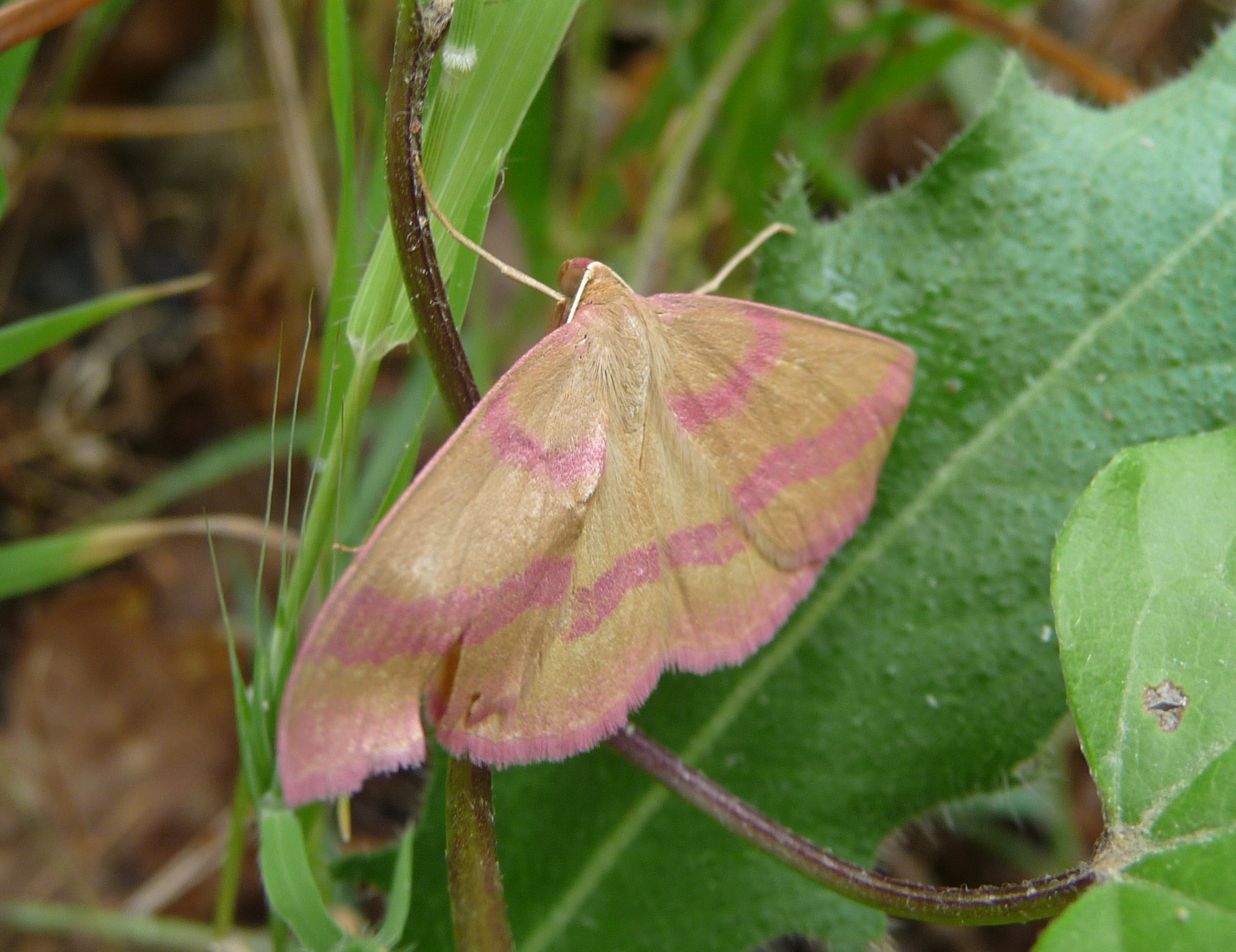